# Warren Madrigal
Warren Madrigal, né le 24 juillet 2004 à San José au Costa Rica, est un footballeur international costaricien qui joue au poste d'attaquant au Deportivo Saprissa.

## Biographie

### En club
Né à San José au Costa Rica, Warren Madrigal est formé par le Deportivo Saprissa. Il joue son premier match en professionnel le 16 août 2020, lors d'une rencontre de championnat face au Limón FC. Il entre en jeu à la place de Johan Venegas ce jour-là et son équipe s'impose par quatre buts à zéro.
Le 23 août 2022, Warren Madrigal est prêté au Sporting FC jusqu'à la fin de l'année.
De retour au Deportivo Saprissa à la fin de son prêt, il inscrit son premier but pour le club le 19 février 2023, à l'occasion d'une rencontre de championnat face à l'AD Municipal Pérez Zeledon. Titulaire, il participe à la victoire de son équipe (1-5 score final).
Le 28 avril 2023, Madrigal prolonge son contrat avec son club formateur jusqu'en mai 2026.

### En sélection
Le 17 mars 2023, Warren Madrigal est appelé pour la première fois avec l'équipe nationale du Costa Rica, par le sélectionneur Luis Fernando Suárez,. 
Il honore sa première sélection lors du rassemblement suivant face au Guatemala, le 16 juin 2023. Il entre en jeu à la place de Anthony Contreras et son équipe s'incline par un but à zéro,.
En juin 2024, Madrigal fait partie de la liste des 26 joueurs costariciens retenus par Gustavo Alfaro pour participer à la Copa América 2024.
Il figure dans la liste du sélectionneur Miguel Herrera afin de participer à la Gold Cup 2025 avec le Costa Rica,.

## Palmarès
Deportivo Saprissa
- Championnat du Costa Rica (3) :
  - Champion : Clausura 2021, Clausura 2023 et Apertura 2023.